# Chantal Baril
Pour les articles homonymes, voir Baril (homonymie).
Chantal Baril est une actrice québécoise née en 1958.

## Biographie
Diplômée du Conservatoire d'art dramatique de Montréal en 1981, Chantal Baril double depuis 1985 des personnages de dessins animés doublés au Québec
(Les Simpson, Les Télétubbies, etc.). Elle a aussi incarné le personnage de Rachel dans Le monde de Charlotte.

## Filmographie
- Depuis 1989 : Les Simpson : Milhouse Van Houten (voix)
- 1996 : Joyeux Calvaire : Germaine
- 1998 : KM/H (série télévisée) : Roxanne Tremblay
- 2000 : Stardom
- 2000 : Le Monde de Charlotte (série télévisée) : Rachel St-Denis
- 2004 : La Peau blanche : Infirmière en chef
- 2004 : Ma vie en cinémascope :  Juliette Petrie
- 1998 : Watatatow (série télévisée) : Kathleen
- 2005 : Pure laine : Suzanne*
- 2012 : Il était une fois dans le trouble : Cliente*
- 2013 : Une grenade avec ça ? : Angela Compagna, la mère de Sonia Compagna
- 2018 : Faits divers (série télévisée) : Francine Bienvenue
- 2023 : STAT : Françoise Lalonde
- 2023 : Inspirez expirez : Manon
- 2025 : Passez au salon : Paulette Ostiguy

## Doublage
- Depuis 1989 :  Les Simpson : Milhouse van Houten, Marge Simpson
- 1989-1991 : Babar : Alexandre  (saisons 1 à 5)
- 2001-2003 : Bamboubabulle : Verdi
- 2010 : Alice au pays des merveilles :  Mallymkun, le Loir
- 2012 : ParaNorman : Mme Henscher

- 2025 :  Zoopocalypse : Grand-mère Abigail (Voix)

## Récompenses
- 1985 - Recrue de l'année de la Ligue nationale d'improvisation